# Agrostophyllum papuanum
Agrostophyllum papuanum är en orkidéart som beskrevs av Rudolf Schlechter. Agrostophyllum papuanum ingår i släktet Agrostophyllum och familjen orkidéer.
Artens utbredningsområde är Papua Nya Guinea. Inga underarter finns listade i Catalogue of Life.